# Stazione di Linz Centrale
La stazione di Linz Centrale (in tedesco Linz Hbf) è la principale stazione ferroviaria della città austriaca di Linz.